# Oliver Peak
Oliver Peak är en bergstopp i Antarktis. Den ligger i Östantarktis. Nya Zeeland gör anspråk på området. Toppen på Oliver Peak är 2 410 meter över havet.
Terrängen runt Oliver Peak är kuperad åt sydväst, men åt nordost är den bergig. Oliver Peak ligger uppe på en höjd som går i öst-västlig riktning. Oliver Peak är den högsta punkten i trakten. Trakten är obefolkad. Det finns inga samhällen i närheten. 